# Small Isles
Small Isles (gaelsky Na h-Eileanan Tarsainn), v českém překladu Malé ostrovy, je skupina ostrovů uprostřed skotského souostroví Vnitřní Hebridy. Z politicko-administrativního hlediska je souostroví Small Isles součástí skotské správní oblasti Highland. Souostroví je zařazeno mezi 40 skotských National scenic areas (NSA), což je název pro území, která se vyznačují se mimořádnou malebností a přitažlivostí.

## Geografická poloha
Souostroví, které tvoří čtyři větší ostrovy a větší počet dalších menších ostrovů a skalnatých ostrůvků, se nachází v mělkém šelfovém Hebridském moři u severozápadního pobřeží Skotska. Dohromady činí plocha souše celé ostrovní skupiny 16 271 ha.

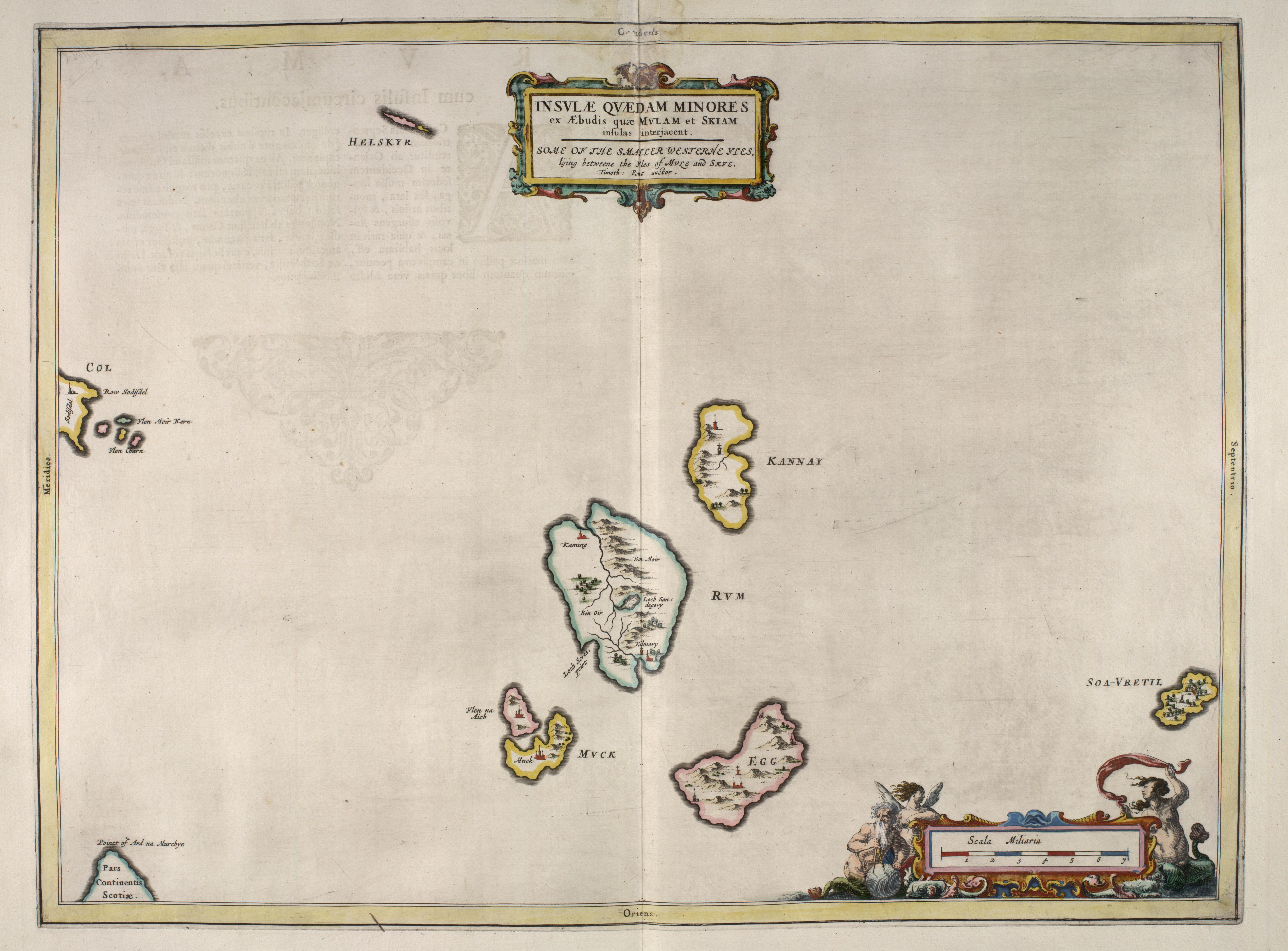
Mapa ostrovů z roku 1654 ve fondu Skotské národní knihovny

Od nejzápadnějšího výběžku skotské pevniny, poloostrova Ardnamurchan, je nejjižnější z ostrovů, Muck, vzdálen necelých 8 km směrem na sever. Na východ od souostroví se nachází jedna z nejodlehlejších a nejizolovanějších oblastí na severozápadě Skotska, Moidart. Nejbližším přístavem na skotském pobřeží, odkud je zajišťováno na ostrovy pravidelné lodní spojení, je Mallaig.

## Geologie
Souostroví je sopečného původu. Ostrovy Eigg, Muck a Cana se téměř výlučně skládají z vulkanických hornin, na ostrově Rùm se kromě těchto hornin lze setkat také s pískovci a brekciemi.
Small Isles jsou součástí Geoparku Lochaber, který byl v letech 2007 - 2011 zařazen mezi geoparky UNESCO, avšak v roce 2011 mu byl tento nejvyšší status odebrán z důvodu, že geopark kvůli nedostatku finančních prostředků nemohl zaměstnat na plný úvazek projektového manažera.

## Klimatické podmínky
Velkou roli při ovlivňování klimatických podmínek v této oblasti hraje Golfský proud. Podnebí na ostrovech je dáno jejich polohou na východním pobřeží Atlantského oceánu - je větrné a s častými srážkami, avšak mnohem mírnější, než na východním pobřeží Skotska či dokonce na pobřeží poloostrova Labrador na druhé straně Atlantiku, který se nachází ve stejné zeměpisné šířce. Není dokonce nic neobvyklého, že v některých zahradách na ostrovech je možno spatřit i palmy. Nejvíce srážek bývá zaznamenáno v zimních měsících, v květnu a červnu je jejich množství zhruba poloviční. V zimě se denní teplota pohybuje kolem 5 - 7 °C, nejchladnějším měsícem je únor, kdy teplota klesá až k 1 - 2 °C. Průměrný počet dní, kdy teplota na ostrovech poklesne pod bod mrazu a kdy se může objevit sněhová pokrývka, činí 25 - na rozdíl od 40 na skotském pobřeží a 80 v centrální části Skotské vysočiny. Nejteplejšími měsíci jsou červenec a srpen s denními maximy kolem 14 - 18 °C.

## Ostrovy
Čtyři hlavní ostrovy jsou Rùm, Eigg, Muck a Canna, přičemž největším z nich je hornatý Rùm. Na ostrově Rùm v horském masívu Cuillin, které má stejný název, jako pohoří Cuillin na nedalekém ostrově Skye, se nachází také nejvyšší vrchol celého souostroví - hora Askival (812 m n. m.). Tři menší ostrovy jsou Sanday, oddělený jen cca 50 m širokým průlivem od jižního pobřeží ostrova Canny, dále Eilean Chathastail (angl. Castle Island), chránící vjezd do přístavu Galmisdale na ostrově Eigg, a třetím je Eilean nan Each (angl. Horse Island - Koňský ostrov), který se nachází spolu s dalšími menšími ostrůvky a skalisky u severního pobřeží Mucku.

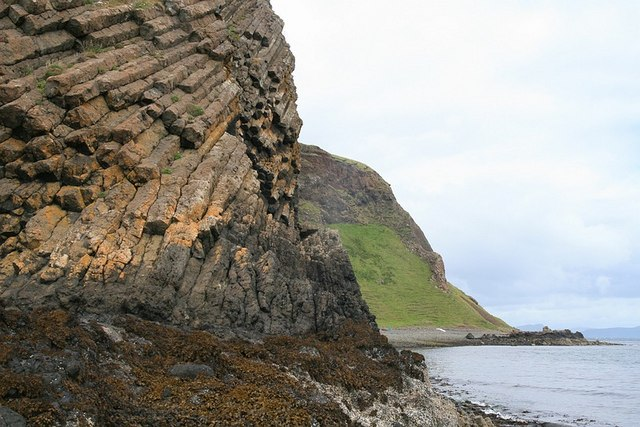
Čedičové sloupce na pobřeží ostrova Canna
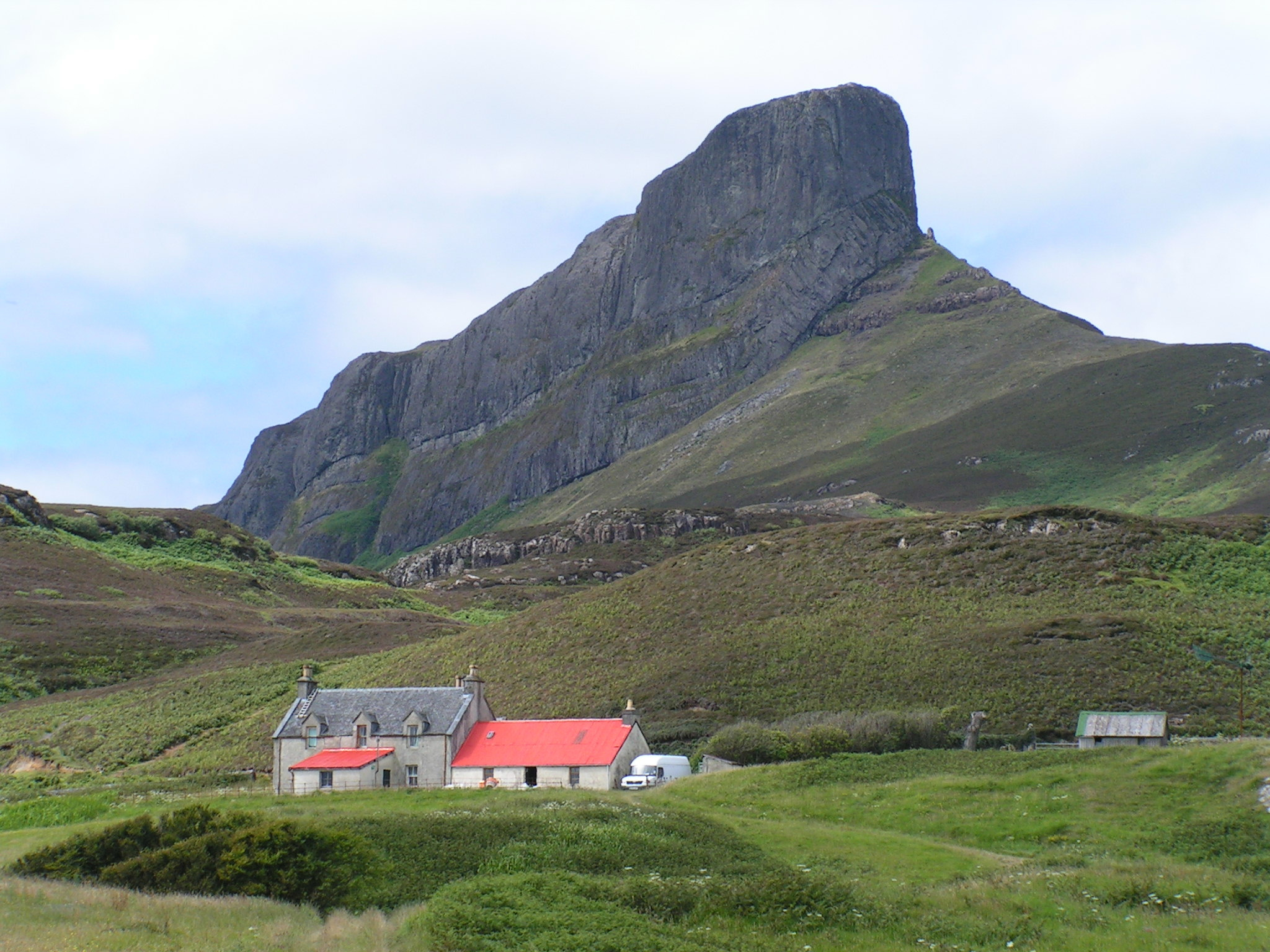
Hora An Sgurr na ostrově Eigg
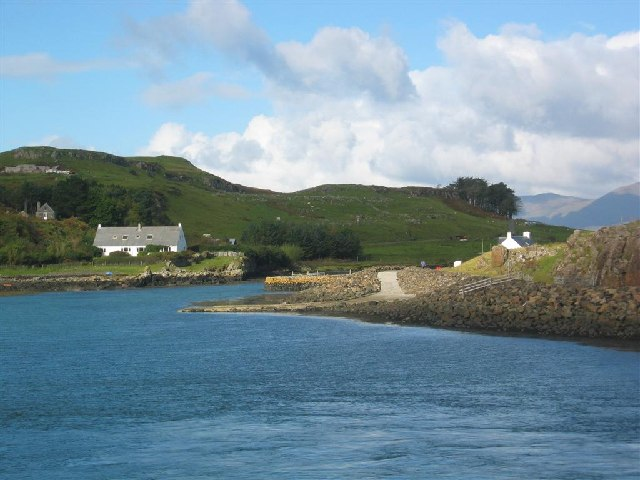
Port Mor na ostrově Muck
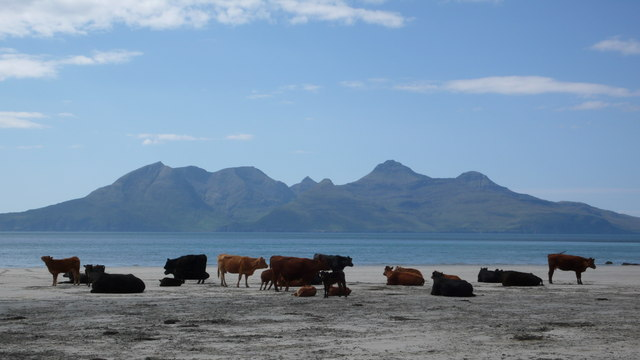
Pláž Cleadale Beach na Eiggu a panorama hor Cuillin na Rùmu
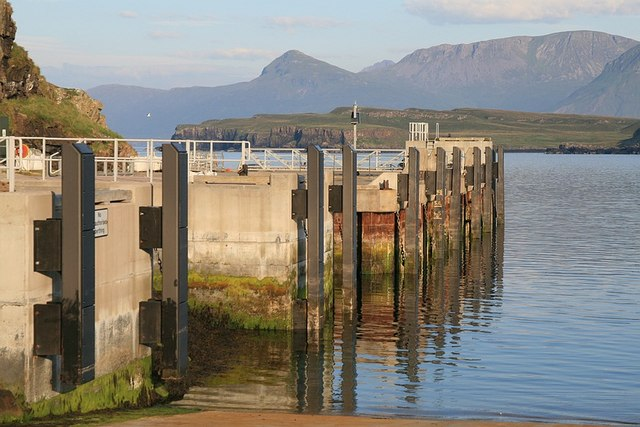
Přístav na Canně, v pozadí ostrov Sanday a za ním Rùm
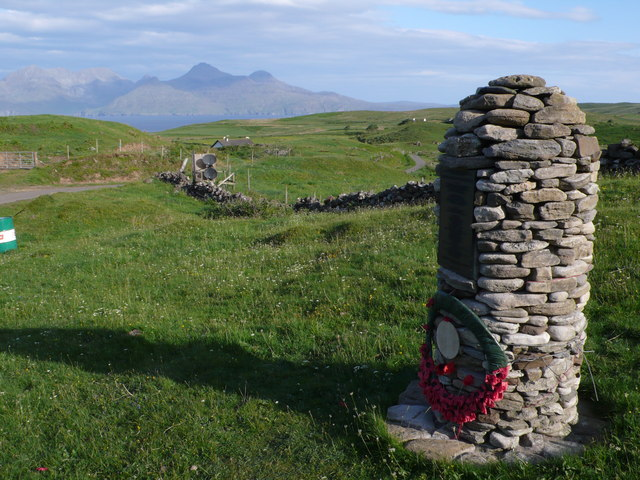
Eigg: pomník obětem dvou světových válek